# Turmbergbahn
Turmbergbahn  är en bergbana  i Karlsruhe i Tyskland, som går mellan Karlsruhes tidigare centrum Durlach och Turmberg, som en klar dag ger utsikt över Rhendalen, Pfälzerwald och närliggande delar av Alsace.
Linjen öppnades 1888 av Turmbergbahn Durlach AG och var då konstruerad som en vattenbarlastad bergbana. Driften ställdes in två  gånger under andra världskriget: en gång i krigets början och andra gången 1945–1946. En omfattande ombyggnad skedde 1966, då den också elektrifierades. År 2019 togs beslut om att förlänga spåren till foten av berget för att få den närmare spårvägens ändhållplats i Durlach. Banan drivs numera av Verkehrsbetriebe Karlsruhe, som också driver Karlsruhes spårväg.
Bergbanan är 315 meter lång och omfattar en höjdskillnad på 100 meter, med en högsta lutning på 36,2%. 

## Bildgalleri

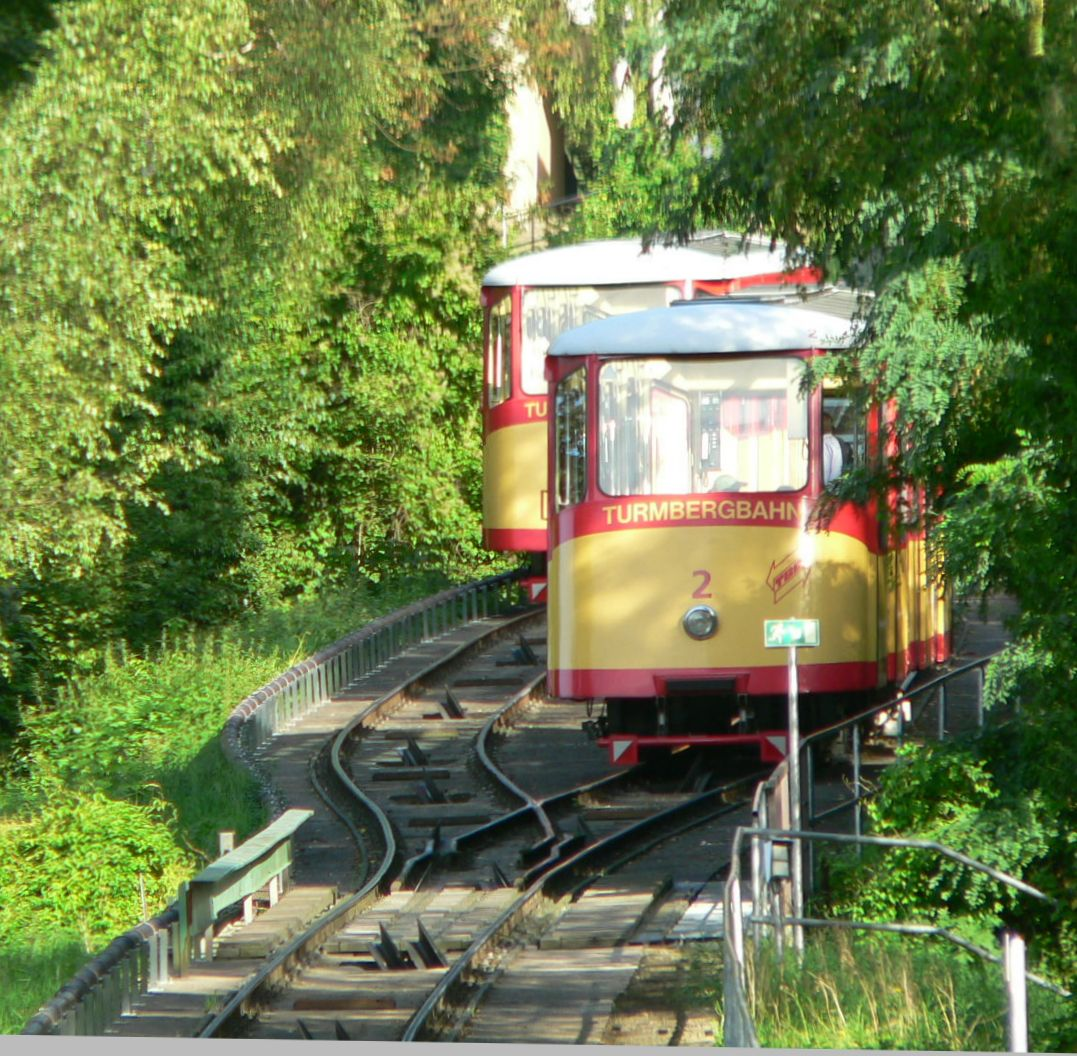
Vagnar på mötesplatsen
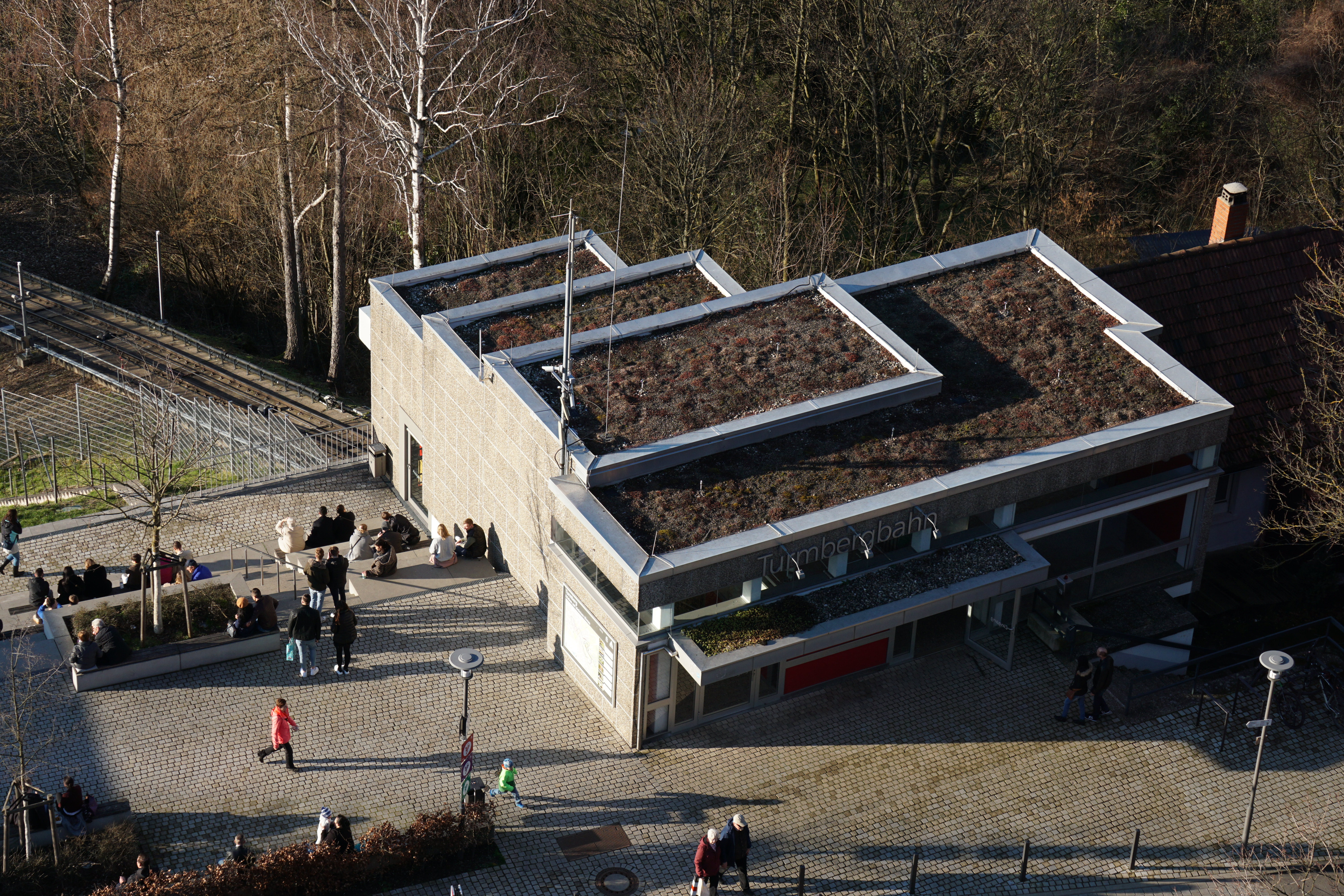
Bergstationen uppifråm
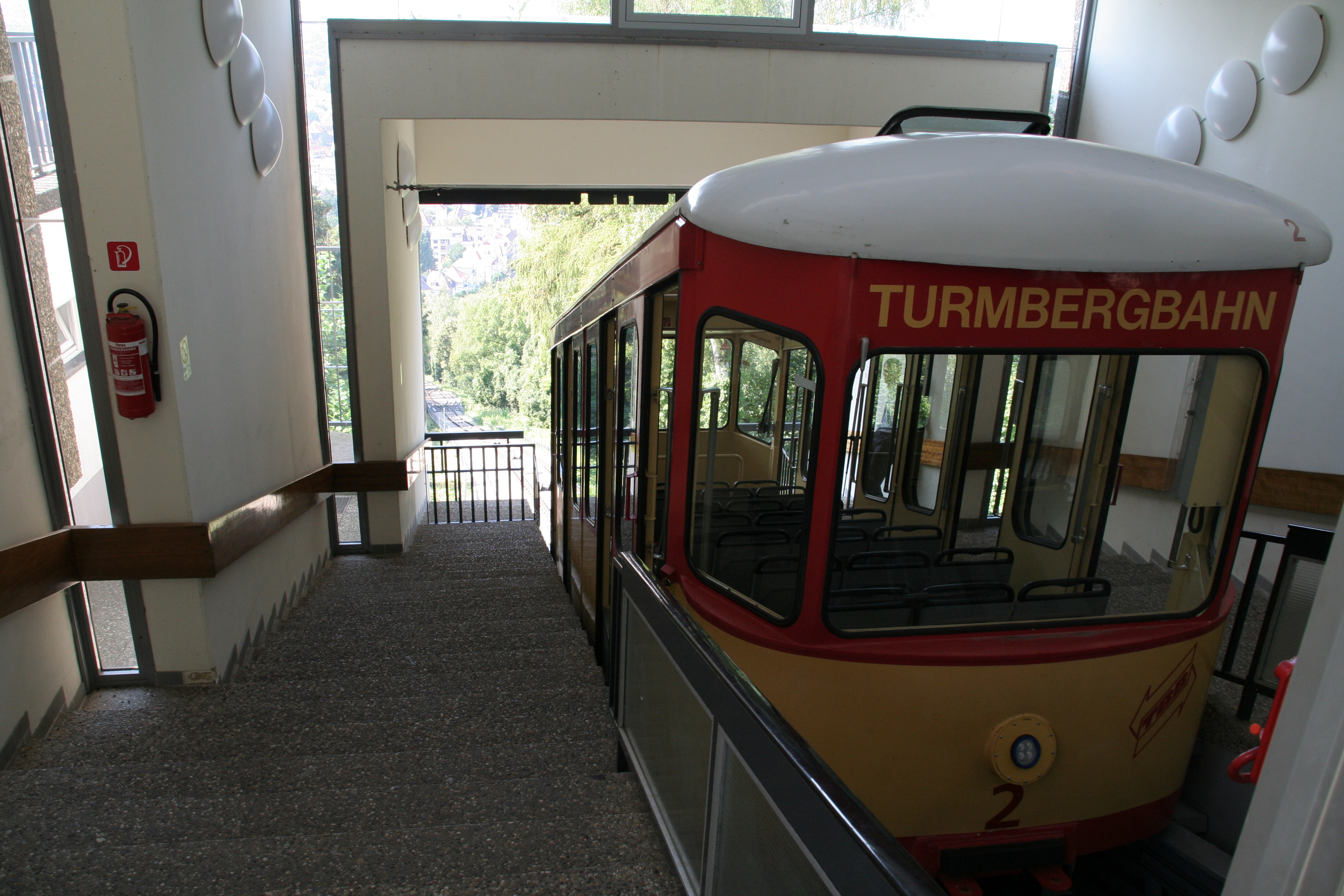
Bergstationen